# Експлорер-5
«Експло́рер-5» (англ. Explorer 5 — дослідник) — американський науковий космічний апарат за програмою «Експлорер», ідентичний «Експлореру-4». Запуск невдалий.
Після відокремлення перший ступінь ракети-носія «Юпітер-Сі» зіштовхнувся з блоком верхніх ступенів, змінивши напрям їхнього польоту, тому апарат не вийшов на орбіту.

## Статистика
16-й запуск 1958 року, 11-й невдалий. 19-й у світі космічний апарат. 12-й невдалий у світі запуск. 13-й науковий апарат, десятий американський, 12-й невдалий. 16-й цивільний запуск, 12-й американський. 15-й американський апарат, 12-й цивільний.

## Опис
Апарат циліндричної форми мав прилади для першого детального вимірювання заряджених частинок (протонів і електронів), які потрапили до радіаційних поясів Землі. Відсік приладів монтувався у верхній частині четвертого ступеня, і виводився на орбіту разом із ним, тому в різних джерелах наводиться різна маса супутника, яким можуть вважати весь ступінь. У польоті апарат мав обертатися зі швидкістю 750 обертів за хвилину навколо довгої осі і цим стабілізуватися.
Дані мали передаватися двома групами антен: передавач потужністю 60 мВт із частотою 108,03 МГц використовував антену Герца, що складалась із двох скловолоконних щілинних антен у корпусі супутника; передавач потужністю 10 мВт із частотою 108 МГц використовував чотири гнучкі антени, розташовані хрестовиною і випрямлені внаслідок обертання апарата.
Оскільки був доступним невеликий простір і вимагалась невелика маса, розроблялись і виготовлялись прості і високонадійні прилади з використанням транзисторів із германію і кремнію.
Ззовні відсік приладів був розфарбований білими і темнозеленими смугами для створення пасивного температурного контролю.